# 國學院大學剣道部
國學院大學体育連合会剣道部（こくがくいんだいがく たいいくかいれんごうかい けんどうぶ）は、國學院大学の剣道部である。
第71回全日本学生剣道優勝大会で男子が3位入賞（第1回大会以来、70年ぶり）。

## 概要
※出典
明治15年の皇典講究所の創立から10年後、私立大学として國學院が開設された後、在学生有志によって「撃剣部」として発足したのが始まりであり、令和4年（2022年）は剣道部創立130周年を迎えた。

## 練習施設
- 渋谷キャンパス
- たまプラーザキャンパス

## 令和5年指導陣
- 部長 - 植原吉朗（人間開発学部教授）
- 師範 - 鎌田吉郎 （68期卒、剣友会名誉会長）
- 総監督 - 林田光弘（90期卒、豊島岡女子学園理事長、剣友会会長）
- 監督 - 小日向貴史 （106期卒、コビナタ）
- 助監督 - 菊地道隆（96期卒、埼玉県立桶川高校）
- コーチ

小栗隆太（127期卒、ジェイ エイ シー リクルートメント）
長谷川理恵（128期卒、NTT東日本）
杉本唯子（128期卒、東洋水産）

## 加盟団体
- 全日本学生剣道連盟
- 関東学生剣道連盟
- 東京都学生剣道クラブ
- 世田谷六大学学生剣道連盟

## 剣友会
「國學院大學　剣友会」は、國學院大學剣道部のOB会組織である。
- 初代剣友会長　千家尊宣
- 二代目　佐藤貫一
- 三代目　頼富清彦
- 四代目　北沢治雄
- 五代目　菊池幸一
- 六代目　加藤寬
- 七代目　鎌田吉郎
- 八代目　林田光弘（90期）

約700名の会員で構成されている。